# Instituto Oceanográfico da Universidade de São Paulo
O Instituto Oceanográfico da Universidade de São Paulo (IO—USP) é uma instituição pública de ensino superior localizada na cidade de São Paulo. Foi fundado em 1946, como Instituto Paulista de Oceanografia. Em 1951, mudou para seu nome atual quando foi incorporado à USP. Na época de fundação, os objetivos de seus idealizadores apontavam para a necessidade de uma instituição que fornecesse bases científicas à pesca e, numa concepção mais ampla, à exploração de todos os recursos disponíveis ao longo do litoral paulista.
O IO—USP foi transformado em Unidade Universitária em 1972 e, a partir de 1973, passou a oferecer cursos de pós-graduação em nível de mestrado nas áreas de oceanografia biológica e oceanografia física. Atualmente, o instituto é constituído por dois departamentos, Oceanografia Biológica e Oceanografia Física, Química e Geológica. Conta com 39 docentes e 186 servidores não-docentes.
As atividades de ensino do IO—USP desenvolvem-se em dois níveis: graduação e pós-Graduação. O bacharelado em oceanografia foi criado em 2001 tendo, em 2002, recebido a primeira turma de alunos ingressantes. O curso de graduação insere-se na área de ciências da terra sendo, porém, fortemente multidisciplinar. Os alunos recebem ampla formação em matemática, cálculo diferencial e integral particularmente, biologia, química, física e geologia.

## Áreas de Concentração
O estudo dos processos marinhos integra essas diversas ciências básicas, tanto sob o ponto de vista teórico quanto experimental. O programa de pós-graduação em oceanografia biológica requer o acompanhamento de disciplinas de diferentes áreas, tais como plâncton, bentos, nécton, ecologia marinha e poluição. O programa de pós-graduação em oceanografia física enfoca o estudo dos processos físicos que ocorrem nos oceanos, tais como correntes, ondas, maré, interação oceano-atmosfera, além de abordar aspectos climáticos associados ao Oceano Atlântico. O programa de pós-graduação em oceanografia química e geológica apresenta disciplinas específicas a cada uma dessas duas áreas, tais como: sedimentação marinha, fisiografia, poluição química, ciclos biogeoquímicos de nutrientes e gases dissolvidos. Tanto na graduação quanto na pós-Graduação, os temas relacionados à observação dos fenômenos e processos marinhos são desenvolvidos em aulas a bordo do “N/Oc. Prof. W. Besnard” e dos barcos de pesquisa “Albacora” e “Veliger II”, bem como nas bases costeiras de ensino e pesquisa “João de Paiva Carvalho”, situada em Cananeia, e “Clarimundo de Jesus”, localizada em Ubatuba.
O IO—USP tem assumido diversificada gama de atividades de pesquisa em nível nacional, bem como participado ativamente em programas internacionais. A extensa costa do Brasil inclui ecossistemas tropicais e subtropicais, habitados por flora e fauna diversas. Tendo essa informação como ponto de partida, uma das principais metas do IO—USP é buscar subsídios para compreender o complexo ecossistema marinho, bem como planejar a utilização racional e sustentada de todos os recursos naturais. Grandes esforços também são dispensados para o entendimento dos padrões de circulação de massas de água e transporte de substâncias e calor no Oceano Atlântico. O impacto das atividades humanas sobre o ecossistema costeiro é considerado um problema mundial, sendo que um dos desafios do instituto é a avaliação e monitoramento desses ecossistemas.
Como parte das atividades de cultura e extensão universitária o IO—USP oferece dois cursos de extensão, o primeiro “Noções de Oceanografia” voltado para alunos do ensino médio, e o segundo o “Curso de Medição, Análise, Previsão e Modelagem do Nível do Mar” voltado para pós-graduação, empresas e órgãos públicos.
O Museu Oceanográfico, situado na sede de São Paulo, está passando por ampla reforma para atender melhor aos cerca de 25 mil visitantes anuais. Docentes do instituto participam ativamente do encaminhamento de questões com aplicação imediata à preservação e conservação do meio ambiente marinho, quando solicitados por empresas, órgãos públicos e privados.

## Linhas de pesquisa

### Departamento de Oceanografia Biológica (DOB)
As principais linhas de pesquisa do Departamento de Oceanografia Biológica são resumidas em 4 temas básicos,
1. Estrutura e funcionamento de ecossistemas. Trata de estudos oceanográficos sobre ecossistemas marinhos tropicais (estuários e manguezais) e ecossistemas marinhos polares. Esta linha de pesquisa visa o conhecimento da composição específica e da estrutura das comunidades planctônicas bentônicas e nectônicas dos diversos ecossistemas, bem como a avaliação da produção primária e secundária e de outros processos biológicos para o entendimento do inter-relacionamento entre os componentes vivos e não-vivos do ambiente. Modelos ecológicos são também desenvolvidos para processos biológicos particulares e para o sistema global.
2. Avaliação, produção e uso sustentável dos recursos vivos. Visa o desenvolvimento e aplicação de metodologia para estimar o potencial sustentável de recursos vivos de interesse comercial e para a maricultura. Com relação à maricultura, pesquisas têm sido desenvolvidas sobre o cultivo de microalgas planctônicas e crustáceos marinhos.
3. Impactos ambientais e gerenciamento costeiro. Visa a avaliação dos níveis de poluentes em ecossistemas aquáticos e os efeitos da contaminação marinha sobre os organismos pelágicos e bentônicos.
4. Taxonomia e ecofisiologia de organismos marinhos e estuarinos. Visa o conhecimento taxonômico e a distribuição de organismos do plâncton, nécton e bentos. Contempla, também, estudos de sistemática filogenética, objetivando a reconstrução da história evolutiva dos grupos em estudo, principalmente invertebrados.

#### Laboratórios
- Análise (didático)
- Análise de Material Biogênico Particulado (LAMB)
- Aquicultura Marinha
- Banco de Microorganismos Marinhos
- Bentos
- Bentos Antártico
- Dinâmica Bêntica
- Ecofisiologia
- Ecologia Bêntica
- Ecologia da Reprodução e do Recrutamento de Organismos Marinhos
- Ecologia de Microorganismos Marinhos
- Ecologia de Peixes e Ecossistemas (ECOPEX)
- Ecologia do Fitoplâncton e Produção Primária (PROFITTO)
- Ecologia do Meiobentos Marinho
- Ecologia Polar e Câmara Fria
- Ecologia Trófica
- Ecossistemas Pesqueiros (LabPesq)
- Ecotoxicologia e Ecologia de Microfitobentos
- Ictiofauna e Crescimento
- Laboratório de Biologia da Conservação de Mamíferos Aquáticos (LABCMA)
- Laboratório de Biologia e Ecologia do Ictioplâncton Marinho (LABEIM)
- Laboratório de Ecologia Microbiana (LECOM)
- Laboratório Geral
- Manejo, Ecologia e Conservação Marinha
- Microscopia (didático)
- Microscopia Especializada
- Molhado (didático)
- Produção Primária
- Radioatividade
- Sistemas Planctônicos (LAPs)

### Departamento de Oceanografia Física, Química e Geológica (DOF)
O Departamento de Oceanografia Física, Química e Geológica abrange as 6 linhas de pesquisas discriminadas abaixo por área,

#### Oceanografia física
1. Circulação do oceano e interações com atmosfera em grande e meso escala. Essa linha de pesquisa está associada ao papel dos oceanos no transporte de substâncias, organismos e calor em nosso planeta e de suas correlações com as mudanças climáticas.
2. Hidrodinâmica da plataforma continental e de estuários. Trata do estudo da circulação das águas na plataforma continental e nos estuários, abordando os processos físicos que ocorrem nessas regiões, como correntes, transporte e difusão de substâncias, ondas e marés. Faz uso de métodos experimentais, estatísticos e de modelagens numéricas e analíticas.

#### Oceanografia química
1. Ciclos biogeoquímicos e dinâmica de interface. Estuda a dinâmica dos elementos, presentes sob diversas especiações químicas no ambiente marinho, e suas interações com os domínios bióticos e abióticos, atuando na cadeia trófica, como poluentes e/ou como traçadores de massas de água.Investiga também os gases dissolvidos no mar, particularmente o dióxido de carbono, devido às interações na interface ar-mar.
2. Química orgânica marinha. Desenvolve estudos sobre as transformações dos compostos orgânicos biogênicos e antropogênicos no ambiente marinho, originadas a partir de processos biológicos, fotoquímicos e químicos.

#### Oceanografia geológica
1. Sedimentação marinha. Estuda os processos dos sedimentos marinhos e costeiros relacionados com o hidrodinâmismo atual, bem como a evolução sedimentar Quaternária de ambientes marinhos e de transição. Avalia, ainda, as variações da linha da costa em função das flutuações do nível do mar.
2. Evolução dos fundos oceânicos e paleoceanografia. Estuda as mudanças ambientais ocorridas no Pleistoceno e Holoceno, através das variações das características sedimentológicas e microfaunísticas da coluna sedimentar rasa de áreas costeiras, estabelecendo modelos evolutivos. Aborda também o estudo de dois bioindicadores: foraminíferos e ostracodes, com o objetivo de avaliar a qualidade ambiental de regiões costeiras, distribuição de massas de água na plataforma continental e mudanças ambientais que vêm ocorrendo no Quaternário.

#### Laboratórios
- Análise de Matéria Orgânica (LMO)
- Bioindicadores Ambientais (LBA)
- Dinâmica Costeira (LDC)
- Dinâmica Oceânica (LaDO)
- Espectrometria Gama (LEG)
- Gases Dissolvidos na Água do Mar (LABGD)
- Estratigrafia e geofísica dos oceanos (LEGO)
- Hidrodinâmica Costeira (LHiCo)
- Instrumentação Oceanográfica (LIO)
- Marés e Processos Temporais Oceânicos (MAPTOLAB)
- Micropaleontologia Marinha (LMM)
- Modelagem dos Oceanos (LabMoN)
- Nutrientes, Micronutrientes e Traços no Mar (LABNUT)
- Oceanografia por Satélites (LOS)
- Oceanografia, Clima e Criosfera (OC2)
- Paleoceanografia do Atlântico Sul (LaPAS)
- Química Inorgâmica Marinha (LAQIMAR)
- Química Orgânica Marinha (LABQOM)
- Sedimentologia Marinha (LSM)
- Simulação e Previsão Numérica Hidrodinâmica (LabSIP)